# Dinosaur Planet
Dinosaur Planet es un documental estadounidense sobre dinosaurios, dividido en cuatro partes. Fue emitido por primera vez en la televisión estadounidense por el canal Discovery Channel en 2003. La serie renovó la calidad de su serie derivada When Dinosaurs Roamed America, producida también por Discovery Channel.
Este documental estadounidense en cuatro partes se confunde a menudo con otro de título similar, Planet Dinosaur, que es un documental británico en seis partes, producido por la BBC en 2011. Los títulos en castellano Planeta Dinosaurio y El planeta de los dinosaurios han sido atribuidos al documental británico, pero nunca al documental estadounidense. Además, el título El planeta de los dinosaurios es también el título en castellano de la película estadounidense Planet of Dinosaurs, de 1978, y que no tiene nada que ver con ninguna de las dos series documentales aquí mencionadas.

## Episodios

### El Viaje de Tip (White Tip's Journey)
En el Desierto de Gobi hace 80 millones de años, una Velociraptor llamada "Tip" busca comida sola en el desierto, debido a que su antiguo grupo fue asesinado por otra manada de raptores. En el camino llega a un oasis donde se encuentra con ejemplares de otras especies, como Prenocephale y Oviraptor, pero descarta atacarlos debido a que está sola. Tip comienza a perseguir una lagartija, hasta que accidentalmente tropieza con un nido de Protoceratops, y provoca una batalla entre dos machos de la cual uno sale malherido. Ella aprovecha y sacia su hambre alimentándose del protoceratops herido, hasta que un grupo de 4 velocirraptores, liderados por un macho llamado "Mano Rota", sigue las marcas de sangre y le quitan el cadáver a Tip, esta regresa más tarde y se junta con otro de los 2 machos, llamado "Penacho Azul", pero Mano Rota se molesta porque veía su liderazgo amenazado y pelean hasta que Penacho Azul derrota a Mano Rota, destronándolo como líder de la manada, y Tip se une al grupo, en un momento van a robar huevos de protoceratops y Tip muestra su lugar en el grupo al robar un huevo. Tres meses después, se aparea con Penacho Azul y hace su nido (en ese momento, se muestra una escena de humor, ya que Tip hace su nido al lado de otro y con su cola golpea a la hembra que ya lo estaba ocupando y le tira arena en la cara, lo que provoca una confrontación). Pasa el tiempo, y sucede mucho: Penacho Azul sale a cazar con las otras dos hembras a un Shuvuuia, pero es matado primero por 2 oviraptores, Tip tiene sus primeros huevos, pero en la noche, Mano Rota (el antiguo líder) se come algunos huevos cuando ésta se distrae, al día siguiente los huevos hacen eclosión y Tip va de cacería, en el camino el grupo ve cómo Mano Rota se enfrenta a una manada de Prenocephale, los cuales terminan asesinándolo fuera de escena, la manada después ataca a una par de Oviraptores y se llevan a dos crías una de las cuales Tip les da a sus propias crías para alimentarlas. Al final, unas fuertes lluvias hacen que la arenas se ablanden, y cuando el grupo cazaba a un protoceratops, la capa de arena de una duna se desprende, y entierra al grupo de Tip, ella confundida se va a su hogar y se lleva a sus crías a otro lugar, las cuales serían su nuevo grupo, y aparece el cadáver enterrado de Penacho Azul y del protoceratops muerto.
Especies descritas en el episodio:
- Velociraptor
- Prenocephale
- Oviraptor
- Protoceratops
- Shuvuuia
- Deltatheridium
- lagartija
- escarabajo

### Las Aventuras de Pod (Pod's Travels)
En la Isla Hateg, Rumania hace 80 millones de años, un Pyroraptor llamado "Pod" junto con sus dos hermanas van en busca de carne hasta que un terremoto desata un increíble tsunami que mata a algunos dinosaurios (entre ellos algunos Rhabdodon y una hermana de Pod). Luego del desastre, Pod se encuentra en un tronco aferrado junto con su otra hermana que sobrevivió. De la nada, sale a la escena un plesiosaurio y se come a la hermana de Pod. Después de un día Pod llega a una isla misteriosa, donde queda inconsciente sobre la arena. Tres Pyroraptor enanos y algunos Allodaposuchus se entrelazan en una batalla, los pequeños dromeosáuridos ganan pero al ver a Pod de pie se asustan y salen corriendo. Pod trata de seguir a los mini raptores porque cree que pueden llevarlo hasta una manada. Pod los busca, los encuentra alguna vez, pero de ahí no más. Después de eso Pod se cruza con una manada de Magyarosaurus y puede ver que los Tarascosaurus matan a un ejemplar demasiado lento. Al fin y al cabo Pod trata de comunicarse con los raptores, pero su eco lo engaña y los conduce a una manada de troodontes. Los troodontes lo aceptan en el grupo como el jefe y salen en busca de comida. Los deinonicosaurios se cruzan con tres Tarascosaurus comiendo un Magyarosaurus, los troodontes escapan aterrorizados, pero Pod se queda para pelear. Uno de los Tarascosaurus busca alejarlo, pero el pequeño predador no está dispuesto a hacer eso y de un salto le clava las garras en el cuello de su adversario. Los otros dos escapan para no morir también. Finalmente, Pod comprende que nadie puede derrotarlo en esta isla y con los troodontes forma una manada.
Especies descritas en el episodio:
- Pyroraptor
- Rhabdodon (identificado como Iguanodon)
- Titanosaurus (posiblemente Ampelosaurus)
- Tarascosaurus
- Plesiosaurio indeterminado (posiblemente Elasmosaurus)
- Ichthyornis
- Allodaposuchus
- Troodon (el programa muestra una especie enana hipotética)
- Magyarosaurus
- Zalmoxes (identificado como Iguanodon enano)
- Dromeosáuridos indeterminados

### Das el Cazador (Little Das' Hunt)
En la antigua Montana, Norteamérica hace 75 millones de años, un grupo de Orodromeus pasta tranquilamente mientras unos pterosaurios (Quetzalcoatlus) vuelan en la escena. Sin embargo un trío de Troodon los persiguen pero fallan al caer en una trampa volcánica en el cual uno de ellos muere por el gas caliente, señal de la intensa actividad volcánica que se verá al final del documental. En otra parte se muestran 2 jóvenes Maiasaura,llamados “Relámpago” y “Chispa”, jugando mientras se separan de su manada, llegan a un punto en el cual un joven Daspletosaurus llamado "Das" trata de atacarlos, al fallar el pequeño cazador llama a sus 2 hermanas, iniciando así una persecución que al final conduce hacia su madre esperándolos en otro punto del camino. Mientras los dos Maiasaura quedan atrapados, Chispa escapa, pero Relámpago resulta mordido por la madre de Das. Al día siguiente Das se pierde mientras su familia planea un segundo ataque llegando a toparse accidentalmente con unos Einiosaurus los cuales se asustan y advierten a los Maiasaura de la presencia de los Daspletosaurus. Das trata de alcanzarlos para no advertirles pero escapan y todos los herbívoros del sector se van. Ya una semana después los Einiosaurus y los Maiasaura se vuelven compañeros de migración, en otra escena Relámpago, quien sigue herido, acompaña a un par de Einiosaurus en una exploración del terreno, cuando sin pensarlo se topan de nuevo con Das que planeaba un ataque sorpresa. Al verlo de nuevo regresan a la manada, sin embargo las hermanas y la madre de Das los esperaban y tratan de atacar a los Einiosaurus, pero estos forman un círculo y dejan una ventaja de escapar a Relámpago. Pero el plan falla cuando Das lo descubre. Tratan de seguirlo pero de repente de la nube volcánica cae en una tormenta de cristales volcánicos que se transforman en una niebla oscura. Relámpago trata de localizar a su manada y lo logra dejando atrás a sus cazadores. Pero la escena empeora cuando el volcán gigantesco inactivo despierta, causando una lluvia de magma y piedra caliente. Esto también provoca una nube caliente que arrasa con toda forma de vida incluyendo a Das y toda su familia. Ya varios millones de años después, al final del Cretácico se muestra una Norteamérica en la cual se observan los sucesores de los protagonistas: unos Edmontosaurus caminando por el lugar se topan con unos Tyrannosaurus.
Especies descritas en el episodio:
- Orodromeus
- Quetzalcoatlus
- Troodon
- Maiasaura
- Daspletosaurus
- Einiosaurus
- Edmontosaurus
- Tyrannosaurus

### Alpha's Egg
En la Patagonia prehistórica, una saltasaurus llamada Alpha emprende un viaje junto a su manada, pero pronto son acechados por un grupo de Aucasaurus, liderado por un macho llamado "Dragón Rojo". Cuando llega el momento de fecundar, cae un diluvio que acaba con la camada de Alpha. Cuando se topa con los aucasaurios, Alpha se enfrenta a estos y asesina accidentalmente a Dragón Rojo al caer sobre este y aplastarle el cráneo, causándole temor al grupo que se retira. Alpha ahora se dirige con su manada mientras su herida sana y se prepara para otro largo viaje.
Especies descritas en el episodio:
- Saltasaurus
- Aucasaurus
- Carcharodontosaurus (era un Giganotosaurus mal identificado)
- Alvarezsaurus
- Notosuchus
- libélula

## Precisiones particulares
- El Iguanodon es identificado como Rhabdodon en el DVD.
- Tyrannosaurus y Edmontosaurus son mencionados brevemente al final de Little Das' Hunt.